# ألمادا
حصن المعدن أو المادَة أو (نقحرة: ألمادا) هي مدينة ساحلية من مدن البرتغال , وبلدية تقع على الحافة الجنوبية للنهر، وكان عدد السكان في عام 2011 (174.030) نسمة وفي عام 2001 بلغ عدد سكان المركز الحضري (101500) نسمة، على الرغم من صغر مساحتها الا ان مدينة ألمادا بها عدد كبير من السكان.

قال فيها الادريسي:

## التاريخ
ومن التاريخ يعود الوجود البشري في منطقة المدينة إلى نهاية العصر الحجري منذ حوالي 5000 عام والحفريات الأثرية التي أجريت في البلدية تشير إلى ان القبائل البدوية غير المستقرة قد احتلت هذا الموقع بشكل متقطع . حقق التطور التدريجي للتسوية هنا تقدمًا كبيرًا مع ظهور الحضارة الإسلامية، عندما بنى المسلمون حصنًا في ألمادا للدفاع عن مدخل نهر تاجوس ومراقبته.  تقع منطقة ألمادا  عبر النهر من لشبونة، وهي ملتقى طرق لسلسلة من الشعوب المختلفة التي تتاجر على طول نهر تاجوس، بما في ذلك الفينيقيون والرومان والمور.
كواحدة من القواعد العسكرية العربية الرئيسية على طول الحافة الجنوبية للتاجوس، تم غزوها بواسطة القوات المسيحية من أفونسو الأول بمساعدة الصليبيين الإنجليز في عام 1147. إلى جانب هؤلاء المسيحيين هناك عاش العديد من المغاربة واليهود الأحرار، تحت الحماية الملكية  ضمنتهم أفونسو  في ميثاق 1170 (الذي ينطبق على جميع معاقل موريش السابقة في لشبونة، ألمادا وبالميلا . )

## الجغرافيا
على الرغم من صغر حجمها، إلا أن مدينة ألمادا بها عدد كبير من السكان، يحدها من الجنوب الشرقي سيكسال ومن الجنوب سيسيمبرا ومن الغرب المحيط الأطلسي ومن الشمال والشمال الشرقي نهر تاجة. في كاسيلهاس، ميناءها الرئيسي .

## مركز المادا
يقع مركز المادا التجاري في وسط المدينة، حيث انه أكبر أكبر مركز في البرتغال وتم افتتاحه في عام 2002 وقد حصل على جائزة أفضل مركز تجاري في عام 2004 , يتكون من ثلاث طوابق كما انه يتسع لأكثر من 18 مليون سائح، ويضم الكثير من المحال التجارية العالمية .

## أعلام
- ريكاردو ألميدا سانتوس
- خوانا من البرتغال
- سيلفيستر فاريلا
- كارلوس ايمانويل سواريس تافاريس
- أندريه هورتا